# Lois Orr
Lois Orr   (Louisville, 23 d'abril de 1917 - 1985), també coneguda com a Louise Cusick, Lois Cusick i Lois Culter, durant la Guerra Civil fou una membre nord-americana del Partit Obrer d'Unificació Marxista (POUM).
Lois Orr va assistir a la Universitat de Louisville, on conegué Charles Orr. Van viatjar a Europa a la seva lluna de mel, on visitaren diversos països, entre ells l'Alemanya nazi. Van estar a punt d'embarcar-se cap a l'Índia, però aleshores es va produir l'aixecament militar i l'inici de la Guerra Civil espanyola.
El jove matrimoni es va desplaçar a Barcelona i Lois Orr va formar part de la milícia femenina del Partit Obrer d'Unificació Marxista (POUM). Ella i el seu marit van sobreviure a l'atac estalinista al POUM del juny de 1937, posterior als Fets de maig del 1937 a Barcelona. Van ser arrestats el 17 de juny, l'endemà mateix que ho havia estat el dirigent del POUM Andreu Nin, però van ser alliberats l'1 de juliol gràcies a la intervenció del cònsol dels Estats Units, Mahlon Perkins, i varen poder agafar un vaixell cap a Marsella el 3 de juliol de 1937. Eren a Mèxic el 1940, quan Lev Trotski va ser assassinat.
El 2009 es va publicar una col·lecció de cartes de Lois Orr trameses des de Catalunya als Estats Units.